# Estación de São Martinho do Porto
La Estación Ferroviaria de São Martinho do Porto, también conocida como Estación de São Martinho do Porto, es una plataforma ferroviaria de la Línea del Oeste, que sirve a la parroquia de São Martinho do Porto, en el Ayuntamiento de Alcobaça, en Portugal.

## Características

### Localización y accesos
La Estación se encuentra frente a la travesía 28 de mayo, en la localidad de São Martinho do Porto.

### Descripción física
Contaba, en enero de 2011, con tres vías de circulación, con 498, 493 y 276 metros de longitud; las respectivas plataformas presentaban 214, 209 y 197 metros de extensión, y 40, 50 y 45 centímetros de altura.

## Historia

### Apertura al servicio
Esta plataforma se encuentra en el tramo entre las estaciones de Torres Vedras y Leiría de la Línea del Oeste, que abrió a la explotación el 1 de agosto de 1887.

### Movimiento de pasajeros y mercancías
En 1961, esta plataforma disponía de servicios de mercancías y pasajeros, de la Compañía de los Caminhos de Ferro Portugueses. En términos de pasajeros, esta era, en 1958, una de las estaciones con más movimiento en esta región, con picos de tráfico durante las épocas de balnearios, de Navidad, y Pascua.